# Казанская академия тенниса
Каза́нская акаде́мия те́нниса (тат. Казан теннис академиясе) — крытое спортивное сооружение, открытое в октябре 2009 года в Казани. Крупнейший такой в Росcии и один из крупнейших в Европе, спорткомплекс предназначен для проведения тренировок и соревнований преимущественно по теннису и бадминтону, однако может использоваться и как универсальный дворец спорта. Признан «Лучшим теннисным проектом» в соответствующих номинациях национальной теннисной премии «Русский Кубок». Один из базовых объектов Поволжской государственной академии физической культуры, спорта и туризма.

## Общая информация
Расположен в южной части города, в Приволжском районе, между Деревней Универсиады и Оренбургским трактом недалеко от его пересечения с проспектом Победы.
Во время проведения летней Универсиады 2013 года комплекс являлся одним из важнейших спортивных объектов, на котором проходили соревнования по теннису и бадминтону.
В академии ежегодно проводится «Кубок Казанского Кремля»., неоднократно проводились мировые турниры по пляжному теннису Kazan World Grand Prix, регулярно принимает чемпионаты России по теннису и бадминтону. Также в академии проводятся важные неспортивные мероприятия.
При академии действует детско-юношеская спортивная школа по профильным видам спорта.
Спорткомплекс сооружён по проекту ГУП «Татинвестгражданпроект» (Казань). Над его главным входом устроена оригинальная крупная архитектурная инсталляция в виде теннисных ракетки и мяча. Сдан в эксплуатацию в октябре 2009 года в присутствии президентов Российской Федерации и Республики Татарстан Дмитрия Медведева и Минтимера Шаймиева.

## История некоторых крупных мероприятий
- 16-18 сентября 2011 в Академии прошёл матч кубка Дэвиса между мужскими сборными России и Бразилии[6].
- С 20 мая по 5 июня 2012 года в Академии прошли мероприятия в рамках форума «Азиатско-Тихоокеанское Экономическое Сотрудничество».[7]
- 15-23 июля 2014 года в Академии прошёл Чемпионат мира по фехтованию[8].
- 26 ноября 2016 года в Академии тенниса прошла церемония жеребьёвки футбольного Кубка Конфедераций 2017 года[9].
- С 21 февраля по 3 марта 2024 года здесь проходили некоторые соревнования на Играх Будущего.